# Pseudocorticus blairi
Pseudocorticus blairi is een keversoort uit de familie somberkevers (Zopheridae). De wetenschappelijke naam van de soort werd in 1935 gepubliceerd door Howard Everest Hinton.